# Terma Bukovina

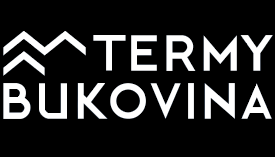

Terma Bukovina est le plus grand complexe thermal de sa catégorie en Pologne et dispose d'un des ensembles de bassins géothermiques les plus grands d'Europe, alimenté par les captations en profondeur des sources BIG / PNiG sur la commune de Bukowina Tatrzańska.
Les thermes Terma Bukovina sont à la lisière du parc national des Tatras. La surface totale de toutes les piscines est de 1 885 m² avec une capacité de 2 260 m³. La température de l'eau dans les piscines varie en fonction des besoins de la piscine entre 26 et 38 °C.

## Propriétés thérapeutiques
En raison de la minéralisation, de la composition et des oligo-éléments ioniques uniques, ainsi que du faible caractère basique et de la dureté adéquate, les eaux thermales sont recommandées comme agent thérapeutique et pour la rééducation. Les éléments significatifs pour la santé contenus dans l'eau sont : le sodium (Na), le calcium (Ca), le chlore (Cl), le potassium (K), le soufre (S), le magnésium (Mg) et le chrome (Cr). Il aurait été démontré que des bains chauds dans une eau ayant une composition comme celle de Terma Bukovina contribueraient à prévenir la maladie de Parkinson et la maladie d'Alzheimer, et aideraient à éliminer les douleurs musculo-squelettiques (os, douleurs articulaires, inflammation) et à renforcer le système cardio-vasculaire et à accélérer le métabolisme .

## Équipements et capacité d'accueil
À partir des ressources naturelles géothermiques, s'est développée une offre hôtelière et de loisirs (parc aquatique) importante.
Terma Bukovina est partenaire de plusieurs épreuves sportives cyclistes sur route, notamment le Tour de Pologne, dont une des étapes de montagne y a son départ chaque année.